# José de La Cruz Benítez
Pour les articles homonymes, voir La Cruz et Benitez.
José de La Cruz Benítez Santa Cruz, plus connu sous le nom de Benitez, était un footballeur international paraguayen évoluant au poste de gardien de but, né le 3 mai 1952 à Asuncion.
Benitez commença sa carrière dans les catégories de jeunes du club d'Olimpia, dont il accéda à l'équipe première en 1971. Il fut transféré à l'Internacional de Porto Alegre en 1977, après avoir défendu les buts de la sélection paraguayenne contre le Brésil en éliminatoires de la coupe du monde de 1978.
Avec l'Internacional, Benitez gagna quatre titres de champion de l'État du Rio Grande do Sul et un titre de champion du Brésil, en restant invaincu, en 1979. En décembre 1983, Benitez subit un grave accident dans un choc avec un adversaire, lors d'un match amical. Il dut peu après abandonner sa carrière.

## Carrière de joueur

### En club
- 1971 - 1977  : Club Olimpia ( Paraguay)
- 1977 - 1977  : SC Internacional   ( Brésil)
- 1978 - 1978  : SE Palmeiras ( Brésil)
- 1978 - 1983  : SC Internacional ( Brésil)

Il a été « ballon d'argent brésilien » en 1981.

### Palmarès
- Champion d'Amérique du Sud des moins de 20 ans 1971 avec l'équipe du Paraguay
- Champion du Paraguay en 1971 et 1975 avec Club Olimpia
- Champion du Brésil en 1979 avec SC Internacional
- Champion de l'État du Rio Grande do Sul en 1978, 1981, 1982 et 1983 avec SC Internacional